# Blutmale

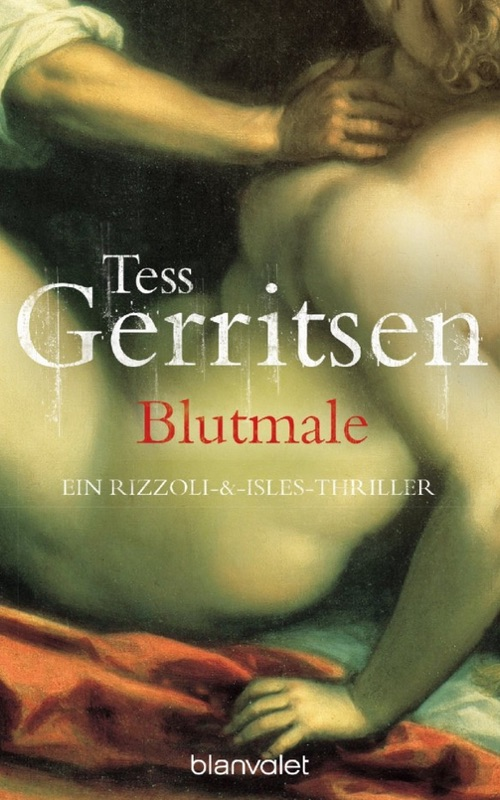
Blutmale

Blutmale (engl. The Mephisto Club) ist ein 2006 erschienener Roman aus dem Genre Medical Thriller der US-amerikanischen Schriftstellerin Tess Gerritsen.
Blutmale ist das sechste Buch der Jane-Rizzoli-Serie um die Bostoner Kriminalbeamtin Jane Rizzoli und die Gerichtsmedizinerin Dr. Maura Isles. Nach eigenen Angaben ließ sich die Autorin vom Buch Henoch inspirieren, auf das sie zufällig in einer Buchhandlung stieß. In diesem Text aus vorchristlicher Zeit wird von Engeln erzählt, die mit Menschen Kinder zeugten. Diese sogenannten Nephilim zeichneten sich einerseits durch Brillanz und Genialität, andererseits durch eine abgrundtiefe Bösartigkeit aus.

## Handlung
Ein grausamer Ritualmord erschüttert die Einwohner von Boston. Nur kurze Zeit später wird eine junge Polizeibeamtin unter ähnlichen Begleitumständen umgebracht. Die Taten scheinen mit dem dubiosen Mephisto Club in Zusammenhang zu stehen, dessen wohlhabende und einflussreiche Mitglieder sich zur Aufgabe gemacht haben, „das Böse“ zu bekämpfen. Sie sind überzeugt, dass eine uralte, aus Ägypten stammende Geheimorganisation bis in die heutige Zeit überlebt hat und unvermindert ihrem verbrecherischen Treiben nachgeht.
Jane Rizzoli vermutet zunächst, dass dieser dubiose Mephisto Club selbst hinter den Morden steht – zumal ihre erbittertste Gegnerin, die Psychiaterin Joyce O’Donnell, die ihren Lebensunterhalt mit der Erstellung von entlastenden Gutachten für psychopathische Verbrecher bestreitet, dort Mitglied ist. Erst als O’Donnell ebenfalls ermordet wird, wird deutlich, dass der Club selbst das Ziel des oder der Täter ist.
Die Spuren führen in den Mittelmeerraum. Hier ist seit mehr als zehn Jahren eine junge Frau auf der Flucht vor ihrem Cousin, der als Kind seine ganze Familie umgebracht hatte – mit Ausnahme seiner aus Ägypten stammenden Mutter. Mit Hilfe des Mephisto Clubs gelingt es Jane Rizzoli, die junge Frau aufzuspüren. Um sie vor ihrem Verfolger zu schützen, bringt man sie in dem hermetisch abgesicherten Haus eines führenden Clubmitglieds unter, nicht ahnend, dass sich die ägyptische Mutter des Täters bereits vor Jahren unter falschem Namen in die Organisation eingeschlichen hat.